# Maria Edgeworth
Maria Edgeworth,  anglo-irska pisateljica za odrasle in otroke, * 1. januar 1768, † 22. maj 1849.
Zaslovela je z romanom Belinda (1801), t. i. romanom dvorjenja, angl. courtship novel. V Belindi tematizira ljubezen, dvorjenje in zakon, problematizira odnos med čustvi in razumom, omejitvami in svobodo, med družbo in posameznikovim svobodnim duhom.

## Življenje
Maria Edgeworth se je rodila leta 1767, v Blackbourtonu, v Oxfordshiru, v Angliji. Tu je živela do svojega 15. leta, nato pa se je z družino preselila v Edgeworthstown na zahod Irske. Maria je del svojega časa preživela na družinskem posestvu, kjer je pomagala pri kmetovanju, drugi del pa je namenila pisanju. Začela je pisati zgodbe za otroke, njeno prvo občinstvo naj bi bili bratje in sestre, temu pa so sledili romani za odrasle. Njena dela so doživela velik uspeh in avtorica je bila dobro poznana v literarnih krogih.
Maria Edgeworth se ni nikoli poročila, je pa aktivno delovala za skupnost. Zadnja leta svojega življenja pa je pomagala kmetom, ki jih je leta 1846 prizadela irska krompirjeva lakota. Umrla je leta 1849 na Irskem, stara 81 let.

## Delo Marie Edgeworth
Anglo-irska pisateljica Maria Edgeworth se je uveljavila z literaturo za otroke in romani o življenju na Irskem. Leta 1796 je izdala svojo prvo zbirko otroških zgodb z naslovom The Parent's Assistant. Besedila odražajo očetov vpliv in vsiljevanje vzgojnosti, kljub vsemu pa so pripovedi živahne, prepričljive in v njih Maria Edgeworth uvede prvi pravi motiv otrok v angleško književnost po Shakespearu. Štiri leta pozneje izda prvi roman Castle Rackrent. Gre za družbenokritični roman, s katerim je pridobila pozornost pomembnih avtorjev svojega časa, občudoval jo je npr. tudi Walter Scott. Ta roman je napisan brez očetovega vmešavanja, razkriva pa pisateljičin dar za opazovanje družbe in oblikovanje pristnih dialogov. Jane Austen pa je bila navdušena nad njenim romanom Belinda iz leta 1801. Družbenokritična tematika in opozarjanje na konflikte v irski družbi sta v središču Tales of Fashionable Life, zgodbah, ki jih je objavljala med leti 1809 in 1812. Za tem je izdala še romana Patronat (1814) in Ormond (1817), 1820 pa dokončala očetove Spomine oz. Memoirs.
Veliko njenih del se je ponatisnilo, zlasti v času razcveta feminističnega gibanja, v 60. letih dvajsetega stoletja, a tudi v 20. stoletju. Maria Edgeworth s svojimi zgodbami bralca poučuje in vzgaja, pa tudi zabava. Popularne so postale vznemirljive, eksotične, včasih srhljive, drugič romantične zgodbe.

### Belinda
Tudi z romanom Belinda si je pridobila številno bralstvo. V njem so izpostavljene teme ljubezni, dvorjenja, zakona, dogovorjene poroke in razmerij nasploh. Omenjene teme problematizira in kaže drznega duha, ko razmišlja o vprašanju ženske, o vlogi ženske, matere, žene, dame, deklice v družbi svojega časa. Velikokrat se norčuje iz običajev, ki zadevajo ženske, kritično izpostavi posebno »vzgojo« deklic in družbena pričakovanja v zvezi z žensko, materjo ali dekletom. 
Belinda je dogajalno zapleten roman s številnimi dogodki in junaki. 

#### Zgodba
Lepo 17-letno Belindo Portman želi teta Selina Stanhope na vsak način omožiti, zato jo pošlje k prijateljici, plemiški in ugledni gospe Delacour v London, da bi jo ta vpeljala v angleško elito tistega časa in ji pomagala najti primernega moža. Teta razume možitev kot temeljno poslanstvo mladega dekleta. Je vsiljiva in ljudje njeno oddajanje nečakinj v zakon komentirajo, kot da na tržnici "prodaja svoje izdelke". Ko Belinda spozna gospo Delacour in njeno življenje, se razkrije, da je podoba zakonske sreče lažna. Gospa Delacour je vsestransko nesrečna, zaradi zakona brez ljubezni in pijači vdanega moža, bolezni, ki jo prikriva pred drugimi, in zaradi nesrečnega materinstva. Belindi zaupa, da sta ji prva dva otroka umrla, tretjo hčer pa je oddala v rejniško družino, ker je verjela, da je smrt otrok povezana z njenim dojenjem. Gospa Delacour trpi zaradi odtujenosti od hčere. Odnosi se nekoliko zapletejo zaradi trikotnika med gospo Delacour, Belindo in pametnim, uglajenim, sicer malo vzvišenim mladeničem, Clarencom Harveyjem, ki je Belindi všeč, a je do njega zelo zadržana. Gospa Delacour in Clarence Harvey pa se dobro razumeta. Še bolj se življenje zaplete, ko Belinda zavrne snubitev Sira Philipa Baddeleya, saj se potem začnejo širiti škodoželjne govorice o Belindi, med drugimi tudi ta, da namerava po smrti gospe Delacour prevzeti njenega moža. Belinda ne prenese pritiskov neutemeljenega ljubosumja gospe Delacour, zato se odseli k družini Percival. Tu pa se spozna in celo zaroči z bogatim Indijcem, temnopoltim Kreolcem, Vincentom. Ker se medtem odnos med zakoncema Delacour izboljša, gospa Delacour pa še bolj zboli, se Belinda vrne k njima v London. Po obisku zdravnika se izkaže, da je gospa Delacour zdrava. Dogajanje se razpleta še naprej. Belinda razdre zaroko, ko spozna, da je zaročenec zakockal vse premoženje in se celo zadolžil. Ljubezenska sreča pa se ji odpre pri Clarencu. Tudi on se odpove nekdanji ljubezni Virginiji, ki se mu zazdi neprimerna za ženo zaradi svojega čudaškega bivanja z babico v gozdu, hkrati pa mu sama prizna, da ljubi drugega. Clarence in Belinda imata prosto pot do svoje ljubezenske sreče in zakona. "Na koncu romana naslovna junakinja ne dobi le moža, temveč tudi prispeva k preobrazbi lady Delacour, ki je postala središče srečnega domačega ognjišča in s tem omogočila, da je tudi njena družina spet srečno združena."